# Ferdinando Ughelli
Ferdinando Ughelli (Florència, 21 de març de 1595 - Roma, 19 de maig de 1670) va ser un monjo cistercenc i historiador de l'Església florentí.
Va entrar a l'Orde del Cister de la seva ciutat natal, i després va ser enviat a la Universitat Gregoriana de Roma, on va estudiar amb els jesuïtes Francesco Piccolomini i Juan de Lugo. Va ocupar molts càrrecs importants a l'orde, va ser l'abat de Settimo, i des de 1638 de Tre Fontane. Expert en història de l'Església, va ser animat en aquest aspecte i va sufragar les seves despeses de viatge el papa Alexandre VII, amb una pensió anual de 500 escuts. Ughelli va ser consultor de l'Index i teòleg del cardenal Carlo de Mèdici, i amb freqüència va rebre ofertes d'ocupar bisbats, però va refusar-les. A la seva mort va ser enterrat a l'església de la seva abadia.

## Obres
La seva obra principal és Italia sacra sive de Episcopis Italae (9 volums, Roma, 1643-1662), que va ser abreviat posteriorment i reeditat amb correccions i addicions, així com un desè volum per part de Nicola Coleti, entre 1717 i 1722. Per fer aquest treball, Ughelli va treballar amb documents inèdits i tractà qüestions abans no tractades prèviament pels historiadors, i per aquesta raó i les imperfeccions de la ciència històrica en aquella època, especialment en el camp de la crítica, aquesta obra conté erros greus, car l'autor estava més interessat a recollir documents que en el seu estudi. No obstant això, la seva obra va facilitar el treball dels historiadors posteriorment.
Altres obres són:
- Cardinalium Elogia ex sacro ordine cisterciensi (Florència, 1624), sobre escriptors i sants de la seva orde i els privilegis papals atorgats a aquesta.
- Columnensis imagina cardinalium familiae (Roma, 1650), a més d'altres obres de caràcter genealògiques sobre els comtes de Marsciano i els Capizucchi, el 1667 i 1653, respectivament.
- Aggiunte a la pontificum Vitae de Ciacconius